# بورجيلات (إزعنان آيت الشيخ)
بورجيلات هو دُوَّار يقع بجماعة أربعاء رسموكة، إقليم تيزنيت، جهة سوس ماسة في المملكة المغربية. ينتمي الدوّار لمشيخة إزعنان آيت الشيخ التي تضم 18 دوار. يقدر عدد سكانه بـ 633 نسمة حسب الإحصاء الرسمي للسكان والسكنى لسنة 2004.

## روابط خارجية
- البوابة الوطنية للجماعات الترابية نسخة محفوظة 12 مارس 2018 على موقع واي باك مشين.
- المندوبية السامية للتخطيط